# Clement Cotterill Scholefield

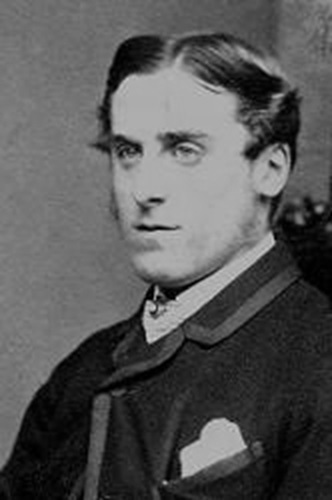
Clement Cotterill Scholefield

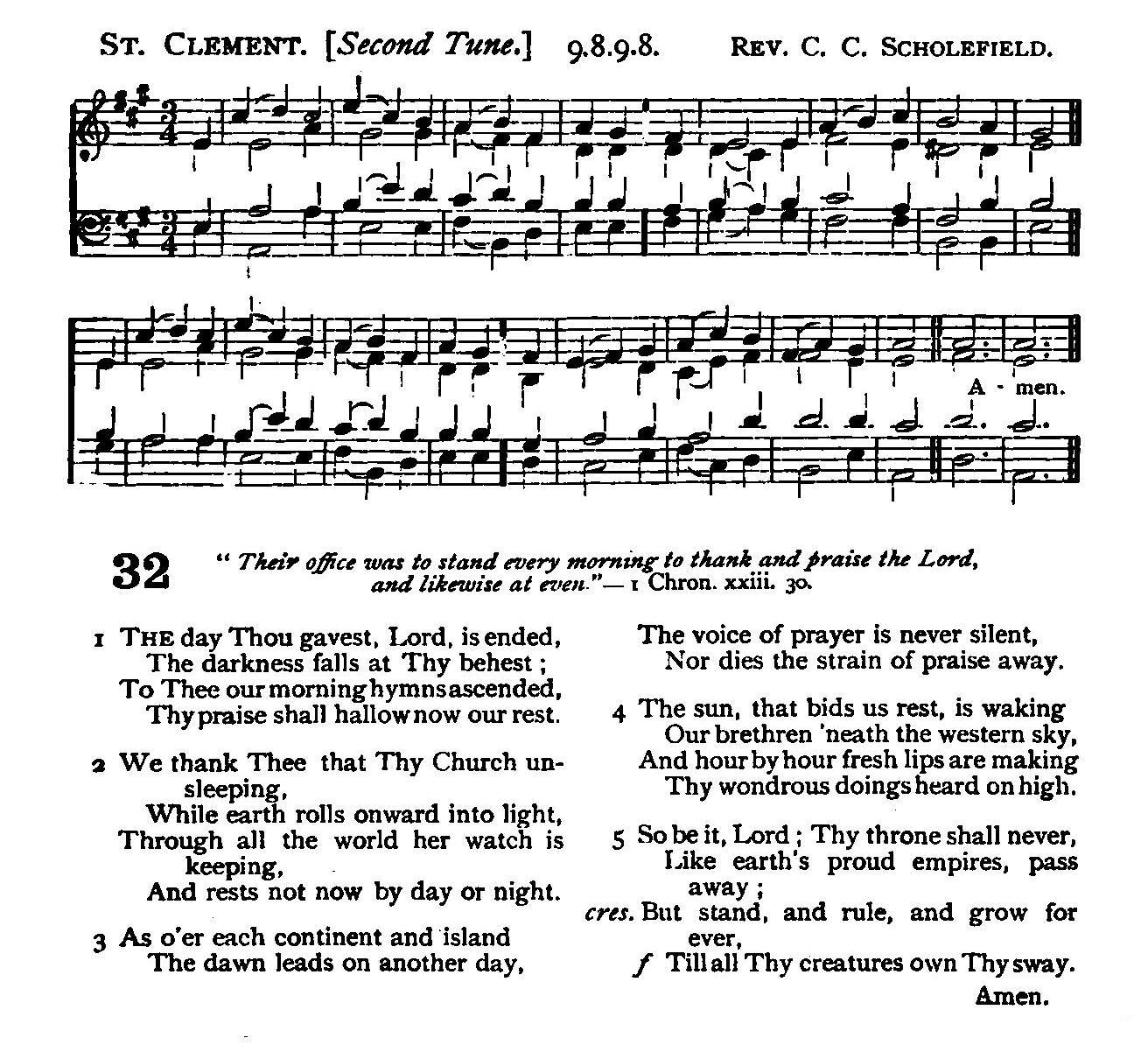
The day Thou gavest, Lord, is ended von John Ellerton und C. C. Scholefield

Clement Cotterill Scholefield (* 22. Juni 1839 in Edgbaston (bei Birmingham), Warwickshire, England; † 10. September 1904 in Frith Hall, Godalming, Surrey, England) war Geistlicher der Kirche von England, Pianist und Komponist einiger Kirchenlieder. Das im englischen Sprachraum populäre The day Thou gavest, Lord, is endedⓘ (St.-Clement-Hymne; Text von John Ellerton) wurde mit deutschen Übersetzungen auch in die großen deutschen Kirchengesangbücher aufgenommen (EG 266, GL 96).

## Leben
Scholefield war der jüngste Sohn von William Scholefield, Abgeordneter des House of Commons für Birmingham, und dessen Frau Jana Matilda Miller. Der zweite Vorname Cotterill war der Geburtsname seiner Großmutter. Nach seiner Ausbildung am St. John’s College in Cambridge (B.A. in 1864, M.A. in 1867) wurde er 1867 in der Kirche von England zum Diakon und 1869 zum Priester geweiht. Er diente in Hove und Brighton (1867), St. Peter’s in Kensington (1869–1879) und kurze Zeit auch in St. Luke’s in Chelsea (1879). Von 1880 bis 1890 war er Kaplan am Eton College und von 1890 bis 1895 Vikar von Holy Trinity in Knightsbridge. 1895 ging er in den Ruhestand.

## Werke
Er komponierte bzw. setzte die folgenden Kirchenlieder:
- Angelus (Komponist) – O Thou who art of all that is
- Fides (Komponist) – Sound Aloud Jehovah’s Praises; Weep No More This Holy Morning
- Goshen (Satz) – Komponist: Marchel Davis, Jesus is our shepherd
- Irene (Komponist) – When the day of toil is done; Come to our poor nature’s night,
- Jesus is our shepherd (Komponist) – Jesus is our shepherd
- Litany (Komponist) – Jesus, in Thy Dying Woes; Teach Us What Thy Love Has Borne; Father, hear Thy children’s call
- Rachel (Komponist) – Hail, Thou once-despised Jesus!
- St. Clement (Komponist) – The Day Thou Gavest, Lord, Is Ended
- St. Mary Cray (Komponist) – Our Country’s Voice Is Pleading
- St. Nicholas (Komponist) – O Brightness of the Immortal Father’s Face
- The indwelling savior (Komponist) – O Spirit, whose name is the Savior
- Ventnor (Komponist) – And shall we dwell together
- Walsall (Komponist) – Light at Evening Time

Seine Kompositionen sind auch mit deutschen Texten in zahlreiche Gesangbücher 
aufgenommen worden:
- Auch dieser Tag geht still zu Ende (The day Thou gavest ..., Textübertragung von Erich Griebling, Jesu Name nie verklinget, 4 (1996) Nr. 1137)
- Der Herr verlangt, dass wir Ihm geben
- Der Tag, mein Gott, ist nun vergangen (The day Thou gavest ..., Textübertragung von Gerhard Valentin, EG Nr. 266; Gesangbuch der Evangelisch-reformierten Kirchen der deutschsprachigen Schweiz Nr. 605) / Du lässt den Tag, o Gott, nun enden (The day Thou gavest ..., Textübertragung von Raymund Weber, Gotteslob Nr. 96)
- Die Töne des Tages verschweben im Schweigen
- Du lässt den Tag, oh Gott, nun beginnen
- Ich traue Gott, was soll ich sorgen?
- Mein Gott, du siehst die schweren Stunden
- Wir wenden zu Gott unsre Herzen